# Todd Duke

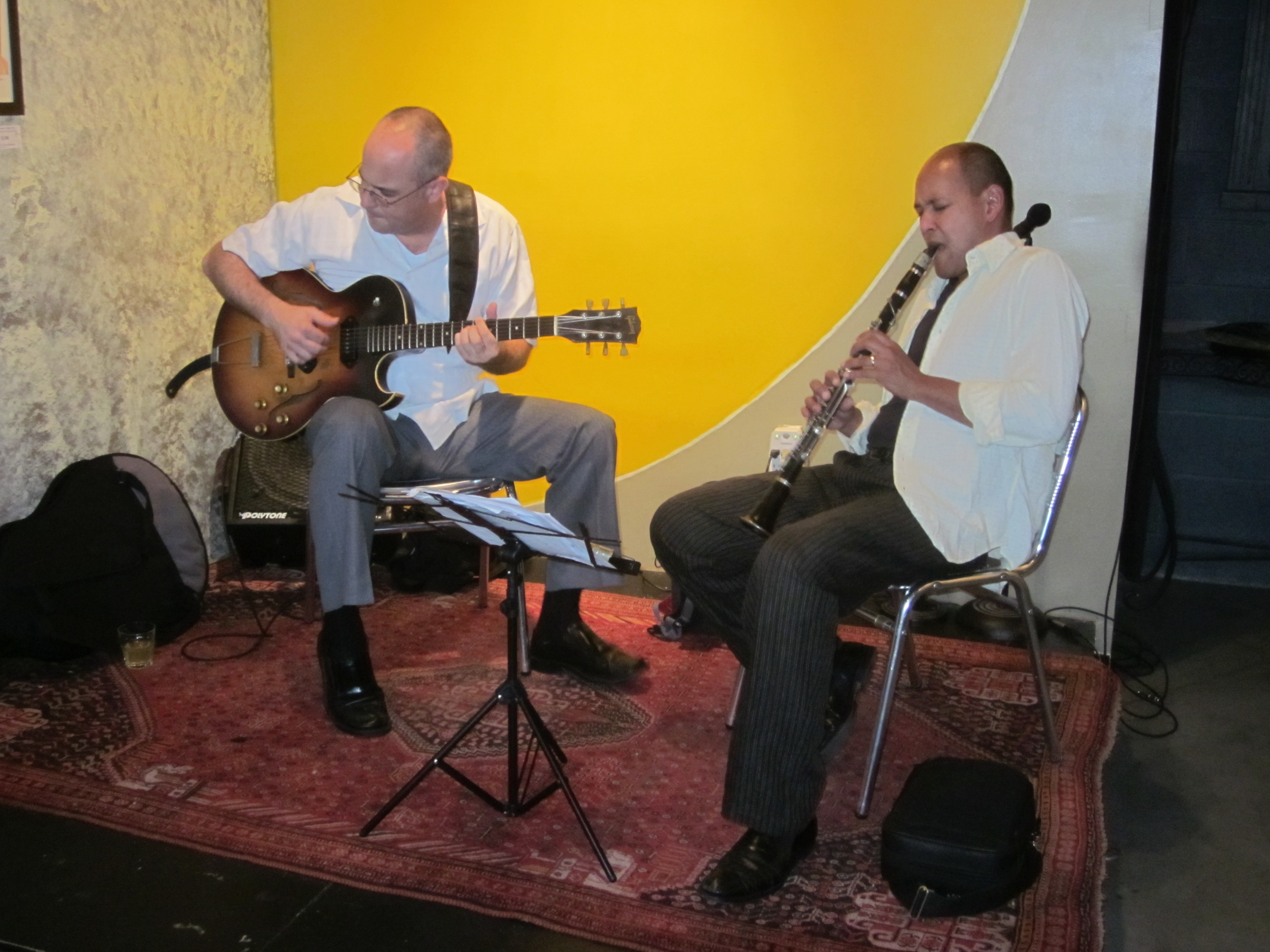
Todd Duke und Evan Christopher

Christopher Todd Duke (* 2. Juni 1970 in New Orleans; † 7. Januar 2019) war ein US-amerikanischer Jazzmusiker (Gitarre).

## Leben und Wirken
Duke lernte die Musik durch die Plattensammlung seiner Eltern kennen. Er begann im Alter von acht Jahren Gitarre zu spielen und beschäftigte sich zunächst mit dem Rock’n’Roll der Zeit. Steve Cropper war ein früher Einfluss; als Jugendlicher wechselte Duke zum Blues, auf der Slidell High School entdeckte er den Jazz und damit Gitarristen wie George Benson und Kenny Burrell. Bis zum Abschluss 1989 besuchte er zwei Jahre lang das New Orleans Center for the Creative Arts, wo er bei Hank Mackie studierte.
Duke war ab 1991 in der Musikszene seiner Geburtsstadt aktiv; zunächst begleitete er Musiker wie Yufus Hawkins, Jerry Jumonville oder Bob French. Später gehörte er der Formation Hot Club Of New Orleans an, mit der er zwischen 2002 und 2008 drei Alben vorlegte. Außerdem arbeitete er lange Jahre mit John Boutté, zu hören auf Alben wie  Good Neighbor (2008), Stew Called New Orleans (2009) und All About Everything (2012). 2009 bildete er mit Dwayne Paulin und Alonzo Bowens die New Orleans Jazz All Stars. Aufnahmen entstanden des Weiteren mit dem New World Funk Ensemble, Leroy Jones, Debbie Davis, Germaine Bazzle, Charlie Dennard und mit Will Porter/Dr. John (Tick Tock Tick). Michael Doucet beteiligte ihn an seinem Album From Now On, das 2008 für einen Grammy als „bestes Zydeco oder Cajun-Album“ nominiert war. Der Diskograf Tom Lord listet im Bereich des Jazz zwischen 2007 und 2018 neun Aufnahmesessions mit Duke.